# Мајкл Бароуз
Мајкл Бароуз (енгл. Michael Burrows; рођен око 1963) је познат као аутор Бароуз-Вилер трансформације. Такође је био, заједно са Лујем Монијеом, један од стваралаца интернет претраживача AltaVista. Бароуз је радио за Мајкрософт, а сада ради за Гугл. Бароуз је рођен у Уједињеном Краљевству, а сада живи у Сједињеним Државама, мада је одабрао да не узме америчко држављанство.